# Василівщина (Березинський район)
Василівщина (біл. вёска Васілеўшчына) — село в складі Березинського району Мінської області, Білорусь. Село підпорядковане Погостівській сільській раді, розташоване в східній частині області.